# حادثة منى 2015
أدى تدافع يوم 24 سبتمبر عام 2015، من قبل الحجاج إلى مقتل 769 شخصاً على الأقل وإصابة 694 آخرين حسب الرواية الرسمية السعودية. بينما قدرت وكالة أنباء أسوشييتد برس بأكثر من 2121، وهو أعنف حادث يكون في الحج منذ التدافع الأخير عام 1990 الذي أدى إلى مقتل 1426 شخص.، وكانت الحادثة سبقها بإسبوعين سقوط رافعة في الحرم المكي أودت بحياة 108 شخصا. وقد أثار الحادثة توترات طائفية بين غريمي المنطقة السعودية السنية وإيران الشيعية، والتي أثيرت بالفعل بسبب الاضطرابات التي تشهدها منطقة الشرق الأوسط، مثل الحرب الأهلية السورية والحرب الأهلية اليمنية.

## خلفية
في حج مكة في الإسلام، يقوم الحجاج بمجموعة من الطقوس تسمى مناسك الحج، ومن ضمنها رمي الجمرات، وفي يوم النحر، وهو أول أيام عيد الأضحى، يخرج الحجيج بكثافة بعد صلاة الفجر من مزدلفة متوجهين إلى وادي منى على بعد حوالي 6 كم شمال الحرم المكي، وذلك لرمي جمرة العقبة الكبرى، قبل أن يتموا بقية مناسك الحج. وقع منذ عام 1990 3 حوادث على الأقل في مشعر منى، ولتكرر حوادث التدافع في منى ومقتل الحجاج قامت السلطات السعودية بأكثر من تعديل في خطط المرور لتنظيم الحركة هناك والتقليل من الحوادث. وكان ذات العام قد شهد حادثا منفصلا حيث انهارت رافعة في الحرم المكي، مما أسفر عن مقتل 111 شخصا وإصابة 394 في 11 أيلول\ سبتمبر قبل أسبوعين من حادثة تدافع منى 2015.

## جغرافيا منى
منى هي وادي شرق مكة، محصور بين سلسلة جبال، بطول يبلغ نحو (4100) متر، وأقصى عرض (1700) متر، وأقل عرض لا يزيد عن (400) متر، وبمساحة كلية تبلغ (7.82) كم2، الصالح منها للاستخدام فعليا (4.8) كم2 فقط، أو ما يساوي (4.800.000) متر2، أي ما يعادل 61% من مجمل المساحة، والمتبقي 39% (3.02) كم2، عبارة عن جبال وعرة ترتفع قممها حوالي 500 م عن الوادي. في موسم الحج من كل عام، ولمدة تبلغ أقصاها ستة أيام، يقطن منى ما يزيد عن مليوني حاج، إضافة لغيرهم من العاملين ومقدمي الخدمات المختلفة، ليصل العدد الكلي إلى أكثر من 3 ملايين نسمة. مما يجعل هذا المكان ولفترة معينة هو المكان الأصغر مساحة والأكثر اكتظاظا بالناس في العالم.

## الحادث

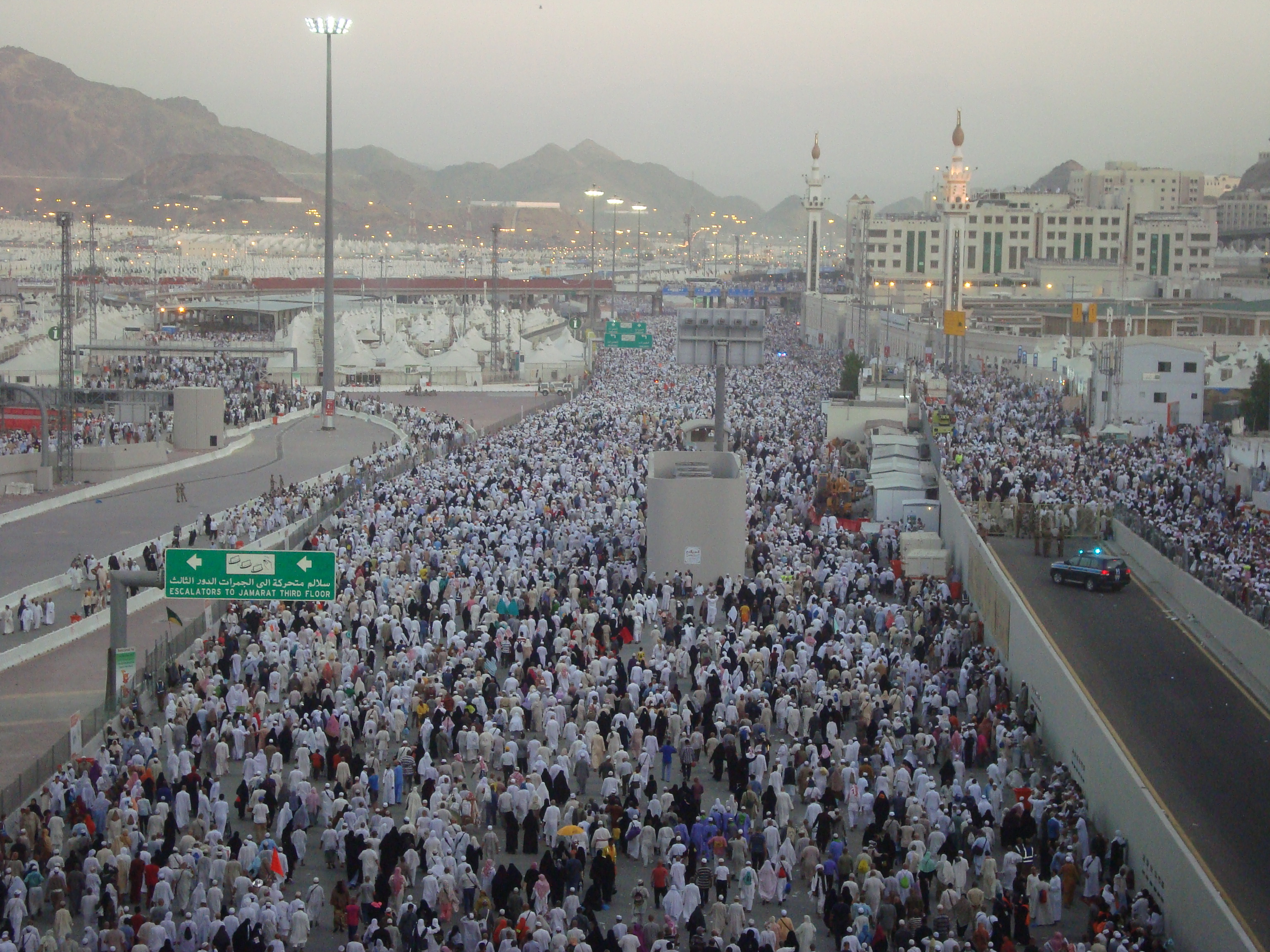
أحد الطرق المؤدية لجسر الجمرات.

بناءً على تصريح المتحدث الرسمي للمديرية العامة للدفاع المدني فإنه عند الساعة التاسعة من صباح يوم الخميس الموافق 10 ذو الحجة، وأثناء توجه حجاج بيت الله الحرام إلى منشأة الجمرات لرمي جمرة العقبة حدث ارتفاع وتداخل مفاجيء في كثافة الحجاج المتجهين إلى الجمرات عبر شارع رقم (204) عند تقاطعه مع الشارع رقم (223) بمنى، مما نتج عنه تزاحم وتدافع بين الحجاج وسقوط أعداد كبيرة منهم في الموقع. وبادر رجال الأمن وهيئة الهلال الاحمر السعودي على الفور في السيطرة على الوضع بمنع حركة المشاة بإتجاه موقع التزاحم والتدافع وتنفيذ إجراءات إسعاف الحجاج وإنقاذ المحتجزين منهم. ونتج عن الحادث مئات الوفيات والإصابات. أوضح المتحدث الرسمي لوزارة الداخلية منصور التركي أن حادث التدافع في مشعر منى كان نتيجة تعارض الحركة بين أفواج الحجيج في شارع 204 وشارع 223، مضيفاً أن ارتفاع درجات الحرارة ساهمت في سقوط الضحايا، مؤكدًا أنه بانتظار تحقيقات اللجنة التي أمر بها ولي العهد بتشكيلها.
وروى شهود عيان أن أعدادًا كبيرة من الحجاج بمختلف جنسياتهم توجهوا نحو جسر الجمرات، وحين وصولهم منتصف شارع العرب (شارع 204) توقفوا عن المشي بسبب أعدادهم الكبيرة، وما هي إلا دقائق معدودة حتى قدمت دفعات أخرى، وهي مَن سَبّب التدافع وسقوط الحجاج بعضهم على بعض.

## الضحايا
أعلنت مديرية الدفاع المدني السعودية أن الإصابات كانت من جنسيات متعددة، لكنها لم تحدد الجنسيات حتى انتهائها من عمليات الفرز والتعرف. إلا أن بعض الدول أعلنت عن عدد الضحايا من رعاياها.
| الجنسية                                           | وفاة | جريح | مفقود* | ملاحظات                                                                                    | مراجع.        |
| ------------------------------------------------- | ---- | ---- | ------ | ------------------------------------------------------------------------------------------ | ------------- |
| الجزائر                                           | 46   |      | 3      |                                                                                            | [ 12 ]        |
| بنغلاديش                                          | 137  | 0    | 53     |                                                                                            | [ 13 ]        |
| بوروندي                                           | 1    | —    | 6      |                                                                                            | [ 14 ]        |
| الصين                                             | 4    | —    | 0      |                                                                                            | [ 15 ]        |
| مصر                                               | 190  | 10   | 45     |                                                                                            | [ 16 ] [ 17 ] |
| الهند                                             | 114  | —    | 10     |                                                                                            | [ 18 ]        |
| إندونيسيا                                         | 129  |      |        |                                                                                            | [ 19 ]        |
| إيران                                             | 465  | —    | 67     |                                                                                            | [ 20 ] [ 21 ] |
| كينيا                                             | 16   | —    |        |                                                                                            | [ 22 ]        |
| بورما                                             | 6    |      | 5      |                                                                                            | [ 23 ]        |
| أوغندا                                            | 2    | 0    | 0      |                                                                                            | [ 24 ]        |
| موريشيوس                                          | 5    |      |        |                                                                                            | [ 25 ]        |
| الكاميرون                                         | 106  |      | 28     |                                                                                            | [ 27 ]        |
| لبنان                                             | 0    | 1    | 1      |                                                                                            | [ 28 ]        |
| المغرب                                            | 42   | 3    | 1      |                                                                                            | [ 29 ]        |
| إثيوبيا                                           | 53   | 26   |        |                                                                                            | [ 30 ]        |
| هولندا                                            | 1    | —    |        |                                                                                            | [ 31 ]        |
| ماليزيا                                           | 1    |      |        |                                                                                            | [ 32 ]        |
| النيجر                                            | 78   | 11   | 44     |                                                                                            | [ 33 ]        |
| نيجيريا                                           | 222  | 3    | 130    |                                                                                            | [ 34 ]        |
| عمان                                              | —    | 5    |        |                                                                                            | [ 35 ]        |
| ساحل العاج                                        | 52   | 120  | 7      |                                                                                            | [ 36 ]        |
| باكستان                                           | 102  | 2    | 15     |                                                                                            | [ 37 ] [ 38 ] |
| الفلبين                                           | 1    | —    | 0      | وزارة الشؤون الخارجية الفلبينية، تؤكد وفاة واحد من رعاياه في التدافع.                      | [ 39 ]        |
| السنغال                                           | 62   | 3    | 4      |                                                                                            | [ 40 ] [ 41 ] |
| الصومال                                           | 8    | —    |        |                                                                                            |               |
| سريلانكا                                          | 2    | —    | 2      |                                                                                            | [ 42 ]        |
| السودان                                           | 30   | 0    | 2      |                                                                                            | [ 43 ]        |
| تنزانيا                                           | 25   | 0    | 15     |                                                                                            | [ 44 ]        |
| غانا                                              | 17   | 0    | 26     |                                                                                            | [ 45 ]        |
| تركيا                                             | 7    | —    | —      |                                                                                            | [ 46 ]        |
| الأردن                                            | 2    | 1    |        |                                                                                            | [ 47 ]        |
| السعودية                                          | —    | —    | 0      |                                                                                            |               |
| مالي                                              | 306  | 5    | 66     |                                                                                            | [ 48 ]        |
| ليبيا                                             | 10   | —    | 7      |                                                                                            | [ 50 ]        |
| جيبوتي                                            | 2    | —    | 3      |                                                                                            | [ 51 ]        |
| تونس                                              | 15   |      |        | أكثر من 20 تونسيين آخرين لا يزالون في المستشفى أو أصيبوا في التدافع في منى أو لأسباب أخرى. | [ 52 ]        |
| أفغانستان                                         | 2    | —    | 6      |                                                                                            | [ 53 ]        |
| بنين                                              | 52   | —    | 41     |                                                                                            | [ 54 ]        |
| بوركينا فاسو                                      | 22   | —    | 7      |                                                                                            | [ 55 ]        |
| تشاد                                              | 52   | 0    | 50     |                                                                                            | [ 56 ]        |
| غامبيا                                            | 0    | 0    | 2      |                                                                                            | [ 57 ]        |
| المملكة المتحدة                                   | 1    | 0    | 0      |                                                                                            | [ 58 ]        |
| غير محدد                                          | —    | 450  |        |                                                                                            |               |
| المجموع حسب جمع الإحصائيات الرسمية للدول المختلفة | 2387 | 568  | 1085   | غير مؤكدة بصفة رسمية من دولة الحدث                                                         |               |
| المجموع حسب الإحصائية الرسمية السعودية            | 769  | 694  |        | حسب وزير الصحة السعودي: ارتفع عدد وفيات حادث تدافع مشعر                                    | [ 59 ]        |

- مفقود: لا يعني أن المفقود ضحية في الحادث. فبعض حجاج الدول يهربون من حملات الحج ويتخفون لغرض العمل.[60]

## ردود الفعل

### الدول والأحزاب
- السعودية: رأس محمد بن نايف ولي العهد السعودي آنذاك اجتماعاً طارئاً للقيادات الأمنية المشاركة في أعمال الحج لبحث موضوع حادثة تدافع منى، ووجه ولي العهد بتشكيل لجنة تحقيق عليا لتتولى التحقيق في هذا الحادث ومسبباته، والرفع بما يتم التوصل إليه من نتائج إلى الملك سلمان بن عبدالعزيز.[61] وفي نفس يوم الحادثة قال الملك سلمان بن عبد العزيز إنه قد تم توجيه الجهات المعنية للتحقيق في ملابسات حادث التدافع، وقال «وجهنا الجهات المعنية بمراجعة الخطط المعمول بها في موسم الحج»، وقدم العزاء في ضحايا حادث التدافع في مشعر منى.[62] نقل وزير الصحة السعودي خالد الفالح تعازي الملك سلمان بن عبدالعزيز إلي المرشد الأعلى للنظام الإيراني علي خامنئي والحكومة الإيرانية وأسر الضحايا حادثة التدافع التي حدثت في مشعر مني يوم عيد الأضحي المبارك وذلك خلال اجتماعه الأربعاء مع نظيره وزير الصحة الإيراني حسن هاشمي في مدينة جدة غرب السعودية.[63][64][65]
- روسيا: أكد رئيس الهيئة الفدرالية الروسية لشؤون القوميات أن الجانب الروسي عمل كثيرا خلال السنوات الأخيرة لضمان أمن أداء فريضة الحج وأعرب بارينوف عن أمله في أن تتخذ السلطات السعودية في المستقبل جميع الخطوات اللازمة لرفع مستوى الأمن أثناء موسم الحج، معبرا عن تعازيه لعائلات وذوي ضحايا حادثة منى.[62]
- إيران: حمّل مساعد وزير الخارجية الإيراني حسين أمير عبداللهيان الحكومة السعودية مسؤولية حادث تدافع الحجاج في منى، وأعلن عبد اللهيان أن الخارجية الإيرانية ستسدعي المسؤول في السفارة السعودية بطهران، لإبلاغه احتجاج إيران وتقديم التوضيحات اللازمة عن أسباب الحادث، بعدما أعلن رئيس منظمة الحج والزيارة الإيراني عن وفاة 41 حاجا إيرانيًا وإصابة 60 آخرين.[62] وصرح علي خامنئي إنه يتعين على الحكومة السعودية تحمل مسؤولية كارثة حادث التدافع الذي حدث في مشعر منى، وقال: «يتعين على الحكومة السعودية أن تتحمل مسؤولية هذا الحادث المحزن، سوء الإدارة والأفعال غير الملائمة تسببت في هذه الكارثة».[66] أعلنت الحكومة الإيرانية الحداد الرسمي لثلاثة أيام.[67] ومن على منصة الأمم المتحدة، طالب الرئيس حسن روحاني بالتحقيق في هذه الحادثة وحوادث أخرى خلال حج هذا العام.[68] وعلى صعيد التحركات الشعبية، تظاهر مئات الإيرانيين في 27 سبتمبر أمام السفارة السعودية في طهران احتجاجًا على مقتل الحجاج الإيرانيين.[69] وقال مسئول أمور أهل السنة لبعثة علي خامنئي، أن 32 شخصا من حجاج أهل السنة الإيرانيين قد لقوا حتفهم في هذه الحادثة و53 شخصا منهم في عداد المفقودين.[70] ورئيس بعثة الحج الإيرانية رفض القول بأن «موكب ولي ولي العهد السعودي يسبب الكارثة» فاعتبره شائعة.[71]
- باكستان: قال النائب في البرلمان الباكستاني، «طارق فاضل جوديري»، الذي عينه رئيس الوزراء الباكستاني لمتابعة ملف الحجاج الباكستانيين القتلى والمصابين في الحادث، أن السلطات السعودية، وزعت صور 1100 شخص فقدوا حياتهم في حادثة التدافع بمنى، على البعثات الأجنبية في جدة، من أجل تحديد هويات أصحابها. وأوضح جوديري أن «تلك الصور موجودة لدى القنصلية الباكستانية في جدة».[72][73] وأعلن جوديري في مؤتمر صحفي باسلام آباد، الثلاثاء، ارتفاع عدد الضحايا الباكستانيين في الحادث إلى 40 شخصاً، فضلا ًعن 63 آخرين ما زالوا في عداد المفقودين، وأن 228 باكستانياً عُثر عليهم، وتم تأمين تواصلهم مع أسرهم، في حين لا يزال 35 حاجاً باكستانياً يخضعون للعلاج في مستشفيات مكة وجدة.[74]
- المغرب: أعلنت الخارجية المغربية، اليوم الأربعاء، ارتفاع عدد ضحايا حادثة التدافع بمشعر “منى” بالسعودية، إلى 10 وفيات و8 جرحى، في حين ما يزال 29 حاجاً مغربياً في عداد المفقودين. وقال بيان للوزارة، تلقت “الأناضول” نسخة منه، إن العاهل المغربي الملك محمد السادس “أمر بإرسال بعثة مكونة من ممثلين لوزارات الخارجية والداخلية والأوقاف والشؤون الإسلامية والصحة المغربية، لمواصلة البحث، بالتعاون مع السلطات السعودية، عن مآل الحجاج المغاربة المفقودين، وتتبع حالاتهم، نظراً للصعوبات في مسطرة تحديد هوية المفقودين من طرف السلطات السعودية المختصة”.[73][75]
- إندونيسيا: اتهمت أندونيسيا السلطات السعودية، بعرقلة جهود دبلوماسييها للتوصل إلى معلومات بشأن الضحايا والمصابين في كارثة تدافع الحجاج في مشعر “منى” الأسبوع الفائت. وقال المسؤول في وزارة الخارجية الاندونيسية لالو محمد إقبال، إن المسؤولين السعوديين لم يقدموا معلومات للدبلوماسيين الاندونيسيين، حول الضحايا حتى مساء أمس الاثنين. بدوره ذكر رئيس الشؤون الدينية في أندونيسيا لقمان حكيم سيف الدين، أن السلطات السعودية لم تسمح للحجاج الإندونيسيين، بالتوجه إلى المستشفيات من أجل العثور على ذويهم المصابين خلال حادث “منى” الذي خلف مئات الضحايا.[76][77][78]
- الفاتيكان: عبر البابا فرنسيس عن تضامنه مع مسلمي العالم بعد مقتل مئات الحجاج في تدافع بمنى، وقال في كلمة خلال صلاة مسائية في كاتدرائية القديس باتريك في نيويورك: «إنني أود أن أعبر عن الشعور بالتضامن مع أخواتي وإخوة المسلمين إزاء المأساة التي وقعت اليوم في مكة».[79]
- تركيا: دعا رئيس الشؤون الدينية التركية، محمد قورماز، إلى عقد اجتماع دولي يهدف لمناقشة تأمين أمور الحج، وقال: «هناك مشكلة واضحة في إدارة الحج، ونعتقد أنه أصبح من الضروري عقد اجتماع دولي لمناقشة تأمين أمور الحج».[80][81][82] في حين رفض الرئيس التركي رجب طيب أردوغان تحميل السعودية مسؤولية حادث التدافع في منى، وقال: «إنه من الخطأ توجيه الاتهام إلى السعودية التي تفعل ما بوسعها لضمان حسن سير مناسك الحج»، وأضاف: «إن اجراءات ستتخذ على الارجح لتجنب تكرار مثل هذه المأساة».[83]
- ائتلاف دولة القانون العراقية: قال زعيم الائتلاف: تكرار الحوادث خلال موسم الحج ووفاة اعداد كبيرة من الحجاج هو برهان اكيد على انعدام كفاءة المشرفين على تنظيم موسم الحج، ويستدعي ذلك وضع شؤون الحج تحت تخطيط وإدارة منظمة المؤتمر الإسلامي لضمان انسيابية سير مناسك الحج، ومنح الحق لجميع المسلمين من اداء هذه الفريضة بعيدا عن المواقف السياسية فضلا عن مسؤولية الحفاظ على ارواح الحجاج وعدم تكرار حصول ماحدث خلال هذا الموسم والمواسم السابقة.[84][85][86]

### المحللون والأشخاص
- الشيخ عبد العزيز آل الشيخ: قال المفتي العام للسعودية إنه لا يحمل السلطات مسؤولية الكارثة.[87]

## حوادث سابقة
شهد موسم الحج على مدى سنين مضت العديد من الحوادث التي تسببت في وفاة مئات الحجاج جراء التدافع عند رمي الجمرات، ففي 2 يوليو 1990 توفي 1426 حاجًا، بسبب الاختناق نتيجة تدافع في نفق منى بعد عطل في نظام التهوية، وفي 24 يوليو 1994 وقعت حادثة أدت إلى وفاة 270 حاجًا في تدافع خلال رمي الجمرات، وفي 9 أبريل 1998 توفي أكثر من 118 حاجًا وأصيب أكثر من 180 في تدافع خلال رمي الجمرات، وفي 5 مارس 2001 توفي 35 حاجًا بالتدافع خلال رمي الجمرات، وفي 11 فبراير 2003 توفي 14 حاجًا بالتدافع خلال رمي الجمرات، وفي 1 فبراير 2004 توفي 251 حاجًا في تدافع خلال رمي الجمرات، وفي 22 يناير 2005 توفي 3 حجاج خلال رمي الجمرات، وفي 12 يناير 2006 توفي 364 حاجًا في تدافع في موقع رمي الجمرات في منى.
وكان 110 من زوار الحرم المكي قد لقوا حتفهم قبل أسبوعين من حادثة تدافع منى عندما سقطت رافعة تستخدم في أعمال توسيع في الحرم.

## مقابر دفن الشهداء
أكدت أمانة عاصمة مكة المكرمة عن استعدادها التام لتجهيز كافة المقابر الكائنة في مكة المكرمة والمشاعر المقدسة وعددها 74700 قبر في 6 مقابر: مقبرة المعلاة، مقبرة الشرائع، مقبرة ربوة الحضارم، مقبرة عرفات، مقبرة العدل، مقبرة شهداء الحرم، وذلك لاستقبال شهداء حادثة التدافع في مشعر منى. أعلنت الجهات الرسمية أنتظارها إنهاء إجراءات دفن المتوفين بعد موافقة ذويهم في تلك المقابر، فيما سيتم تسليم بقية الجثامين لذويهم الراغبين في دفنهم في أماكن إقامتهم ومساعدتهم على ترحيلهم إلى بلدانهم.
بدأت السلطات السعودية، 28 سبتمبر 2015، دفن ضحايا حادث التدافع بـ«مشعر منى» خوفًا من انتشار الأوبئة.
وصرح وزير الأوقاف المصري الدكتور محمد مختار جمعة، أنه تلقى اتصالا مطولا من السفير عادل الألفى قنصل مصر بجدة يؤكد أن حالات الدفن لوفيات حادث التدافع بمنى تتم بصورة شرعية ووفق الإجراءات القانونية والإدارية المتعارف عليها، ومنها أخذ بصمة (الدى إن أيه) وتصوير المتوفى والتأكد من بياناته ومطابقة بصمته عند دخول السعودية.

## انتقادات للسعودية في إدارة الحج
بعد كارثة التدافع في منى واجهت السعودية انتقادات واسعة من قبل سياسيين وزعماء دينيين من بعض الدول الإسلامية، مطالبين بإدارة شئون الحج من قبل عدة دول إسلامية أو منظمة المؤتمر الإسلامي.
انتقد محمد علي شاهين، نائب رئيس حزب العدالة والتنمية (AKP) في تركيا، المملكة العربية السعودية قائلاً ان «بلاده يمكن ان تنظم الحج بشكل أفضل من السعودية.»
واقترح نوري المالكي، رئيس الوزراء السابق في العراق، بتسليم إدارة الحج إلي منظمة التعاون الإسلامي (منظمة المؤتمر الإسلامي). ودعا محمد إمامي كاشاني، خطيب صلاة الجمعة في طهران، أيضا إلي نقل إدارة شئون الحج إلى منظمة المؤتمر الإسلامي،  قائلاً بأن «المملكة العربية السعودية لاتملك الكفاءة لإدارة شؤون الحج، ويجب منحها إلى الدول الإسلامية» وطالب الأمين العام لحزب الله حسن نصر الله، بمشاركة الدول الإسلامية في إدارة الحج، مؤكدا على ضرورة تشكيل لجنة إسلامية «للإشراف على إدارة» هذا الحدث الإسلامي السنوي. ولكن رفضت الحكومة السعودية هذه الدعوات واعتبر الأمير السعودي تركي الفيصل بأن الإشراف على الحج «مسألة سيادة وشرف وخدمة».
وبعد مرور عام على الكارثة ومع بدء موسم الحج وجه المرشد الأعلى في إيران علي خامنئي عبر موقعه على الإنترنت رسالة إلى المسلمين في كافة انحاء العالم تتضمن رسائل للسعودية، وهو يهاجم حكام السعودية بشدة «على ما تسبّبوا به من جرائم في كل العالم الإسلامي» على حد تعبيره. وطلب من المسلمين بأن لايسمحوا لهم للتهرب من مسؤوليتهم.
ودعا خامنئي العالم الإسلامي لمعرفة حقيقة الحكام السعوديين على نحو صحيح، والتفكير في حل لإدارة الحرمين الشريفين وقضية الحج «بسبب سلوكهم الظالم ضد ضيوف الرحمن» محملا إياهم مسؤولية كارثة منى 2015. معتبراً أن «التقصير في هذا الواجب سيعرض الأمة الإسلامية مستقبلاً لمشكلات أكبر».

## روابط خارجية
- تغريدة في تويتر من مديرية الدفاع المدني السعودي